# Bahnhof Rákosrendező

Rákosrendező ist ein Bahnhof in der ungarischen Hauptstadt Budapest. Er befindet sich an der Bahnstrecke Bratislava–Budapest sowie an mehreren von hier ausgehenden Verbindungsbahnen und stellt einen wichtigen Verzweigungspunkt im Eisenbahnnetz von Budapest dar.

## Lage

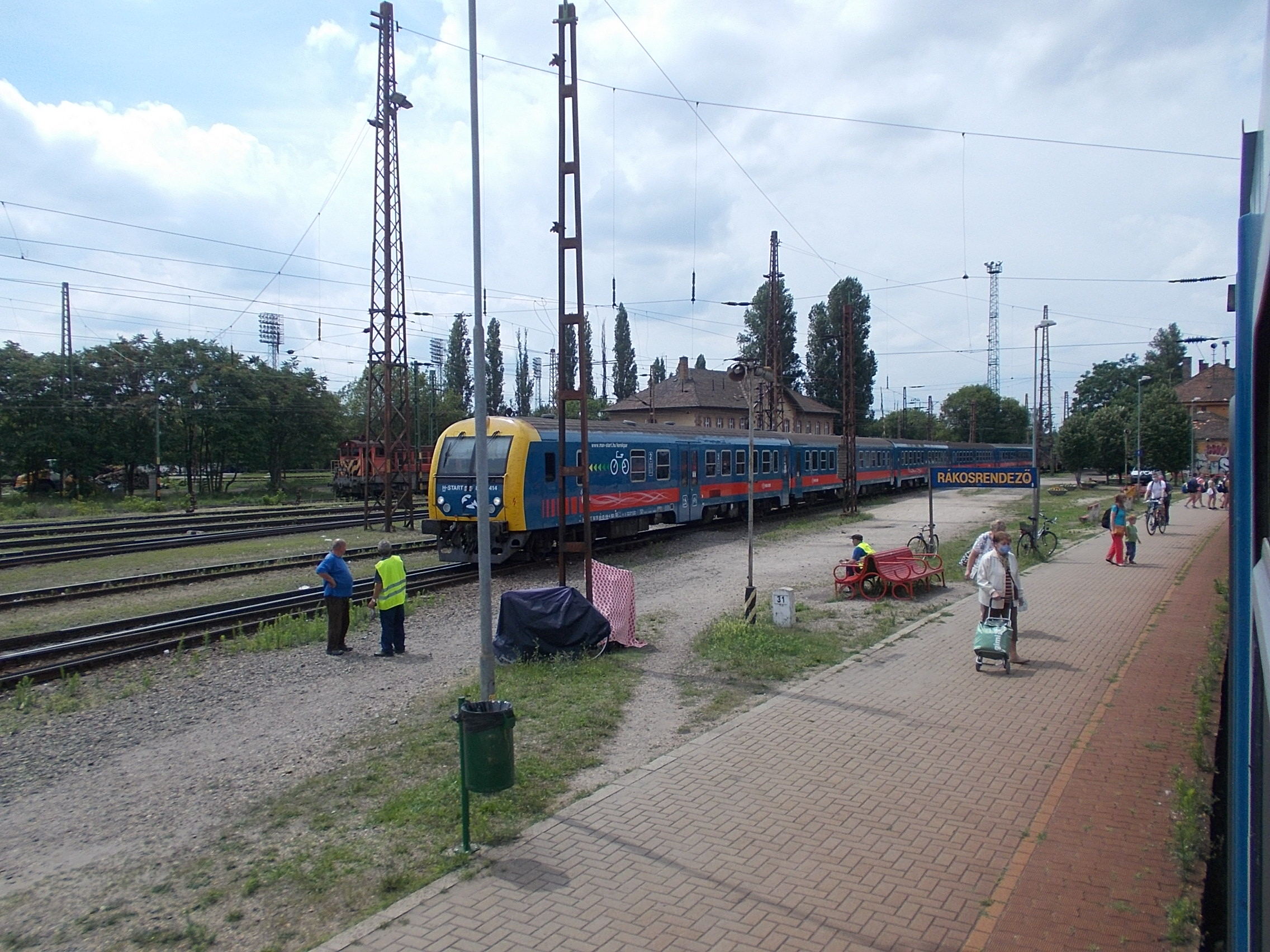
Blick vom Hausbahnsteig (2020)

Der Bahnhof liegt im XIV. Budapester Bezirk (Zugló), nordöstlich des Stadtzentrums und 2,9 Streckenkilometer vom Kopfbahnhof Budapest-Nyugati entfernt. Die Bahnhofsanlagen erstrecken sich über eine Länge von etwa zwei Kilometern in Süd-Nord-Richtung. Die Bahnsteige sind von der Teleki Blanka utca aus erreichbar.

## Anlagen
Der Bahnhof verfügt über einen Haus- und einen höhengleich erreichbaren Mittelbahnsteig mit insgesamt drei anliegenden Bahnsteiggleisen. Das ungenutzte Empfangsgebäude befindet sich in Insellage zwischen den Gleisanlagen des Personenverkehrs im Westen und denen des Güterverkehrs im Osten. An der südlichen Ausfahrt in Richtung Városliget elágazás sichert ein Schrankenposten die Querung der Teleki Blanka utca. Nur etwa ein Drittel der ehemals insbesondere auf der Ostseite ausgedehnten Gleisanlagen für den Güterverkehr sind noch in Betrieb. Die Fahrkartenausgabe ist geschlossen, der Fahrkartenverkauf erfolgt nur noch am Automaten.

## Betrieb
Der Bahnhof wird viermal pro Stunde von Zügen der Relation Budapest-Nyugati–Vác bedient. Die Linie S71 verkehrt dabei nicht auf dem direkten Weg über Dunakeszi, sondern über Veresegyház; die Linie G70 führt weiter bis zum ungarisch-slowakischen Grenzbahnhof Szob.
| Linie | Zuglauf                                                                                             | Taktfrequenz (min) | Beförderer | Fahrzeug- einsatz |
| ----- | --------------------------------------------------------------------------------------------------- | ------------------ | ---------- | ----------------- |
| G70   | Budapest-Nyugati – Rákosrendező – Rákospalota-Újpest – Dunakeszi – Vác – Verőce – Nagymaros – Szob  | 60                 | MÁV-START  | 815               |
| S70   | Budapest-Nyugati – Rákosrendező – Rákospalota-Újpest – Dunakeszi – Göd – Vác                        | 30                 | MÁV-START  | 815               |
| S71   | Budapest-Nyugati – Rákosrendező – Rákospalota-Újpest – Fót – Csomád – Veresegyház – Őrbottyán – Vác | 60                 | MÁV-START  | 415, 424          |